# パリ〜ルーベ2010
パリ〜ルーベ2010は、パリ〜ルーベの108回目のレース。2010年4月11日に行われた。

## パヴェのセクター一覧
- パヴェ（石畳）は全行程に27セクター用意されている[1]。

- 始点（スタート地点）はコンピエーニュ。

| セクターNo. | 始点からの距離(km) | 行程                                      | 長さ(km) |
| ----------- | ------------------ | ----------------------------------------- | -------- |
| 27          | 97.5               | トロワヴィユ > アンシュイ                 | 2.2      |
| 26          | 104.0              | ヴィエスリ > キエヴィ                     | 1.8      |
| 25          | 106.5              | キエヴィ > サン＝ピトン                   | 3.7      |
| 24          | 115.5              | サン＝ピトン                              | 1.5      |
| 23          | 119.0              | ヴェルテン > サン＝マルタン＝スュレケヨン | 2.3      |
| 22          | 126.0              | カプル＝スュレケヨン > ル＝ビュア         | 1.7      |
| 21          | 138.0              | ヴェルシェン＝モグレ > ケレネン           | 1.6      |
| 20          | 141.0              | ケレネン > メン                           | 2.5      |
| 19          | 144.0              | メン > モンショー＝スュレケヨン           | 1.6      |
| 18          | 155.5              | アヴリュイ > ワレル                       | 2.5      |
| 17          | 164.0              | トルエ・ダランベール                      | 2.4      |
| 16          | 176.0              | オルネン > ワンディニェ＝アマージュ       | 3.7      |
| 15          | 183,5              | ワルレン > ブリヨン                       | 2.4      |
| 14          | 187.0              | ティヨワイ > サルセ＝ロジエール           | 2.4      |
| 13          | 193.5              | ブヴリ＝ラ＝フォレ > クロイエ             | 1.4      |
| 12          | 198.5              | オルシエ                                  | 1.7      |
| 11          | 204.5              | オシュイ＝レ＝オルシエ > ベルセ           | 2.6      |
| 10          | 210.0              | モンサン＝ペヴェル                        | 3.0      |
| 9           | 216.0              | メリニェ > ル・プレズ                     | 0.7      |
| 8           | 219.5              | ポン＝ティボー > アヌヴァラン             | 1.4      |
| 7           | 225.0              | タンプルヴ (レパヌト)                     | 0.2      |
| 7           | 225.5              | タンプルヴ (ムラン＝ド＝ヴェルテン)       | 0.5      |
| 6           | 232.0              | シソワン > ブルゲル                       | 1.3      |
| 6           | 234.5              | ブルゲル > ワヌエン                       | 1.1      |
| 5           | 239.0              | カンファナン＝ペヴェル                    | 1.8      |
| 4           | 241.5              | カルフール・ド・ラルブル                  | 2.1      |
| 3           | 244.0              | グリュゾン                                | 1.1      |
| 2           | 250.5              | ウィラン > アン                           | 1.4      |
| 1           | 257.5              | ルーベ                                    | 0.3      |

## レース概要
60km地点過ぎから19選手が逃げる展開となった。メイン集団ではセクター18・アヴリュイで落車やメカトラブルが続発し、ベルンハルト・アイゼル（チーム・HTC＝コロンビア）やタイラー・ファーラー（ガーミン・トランジションズ）などが遅れを取ってしまう。一方、例年集団落車やパンクで阿鼻叫喚の地獄絵図が繰り広げられるセクター17・アランベールでは先頭集団・メイン集団共目立ったトラブルは発生しなかった。
その後、逃げが吸収されてメイン集団が再び大きくなる中でトム・ボーネン（クイックステップ）が積極的な動きを見せるが、そのボーネンが一旦ペースを落としたセクター10・モンサン＝ペヴェルの手前となる残り50km過ぎにメイン集団からのアタックに乗じたファビアン・カンチェラーラ（チーム・サクソバンク）がスパート。カンチェラーラはモンサン＝ペヴェルで前方で逃げていた3選手を一気にぶち抜き、その中で唯一食らいついたビェルン・ルクマンス（ヴァカンソレイル）も僅か数分で振り切るとそのまま独走を開始。これに対してボーネンやフィリッポ・ポッツァート（チーム・カチューシャ）、フアン・アントニオ・フレチャ（チーム・スカイ）、トル・フースホフト（サーヴェロ・テストチーム）ら有力選手を含む8選手が追撃するも、カンチェラーラとの差はどんどん開いていく。
結局、カンチェラーラは一時後続に3分以上の大差をつけるなど46.3kmという長距離独走を決めて4年ぶり2回目の優勝を果たした。同一年におけるロンド・ファン・フラーンデレンとのダブル勝利は2005年のボーネン以来、史上8人目の快挙となる。
表彰台争いはセクター3・グリュゾンの手前でフースホフトとフレチャが先行。最後はスプリントをフースホフトが制して2位、フレチャが3位となった。3連覇・史上最多タイの4回目の優勝を狙ったボーネンは5位に終わった。
日本人選手唯一の出場となった別府史之（チーム・レディオシャック）はゴール地点に辿り着いたが、制限時間オーバーにより完走は認められなかった。

## 結果
コンピエーニュからルーベまでの259km
|    | 選手名                       | 国籍             | チーム                               | 時間          |
| -- | ---------------------------- | ---------------- | ------------------------------------ | ------------- |
| 1  | ファビアン・カンチェラーラ   | スイス           | チーム・サクソバンク                 | 6時間35分10秒 |
| 2  | トル・フースホフト           | ノルウェー       | サーヴェロ・テストチーム             | +2分00秒      |
| 3  | フアン・アントニオ・フレチャ | スペイン         | チーム・スカイ                       | 同            |
| 4  | ロジャー・ハモンド           | イギリス         | サーヴェロ・テストチーム             | +3分14秒      |
| 5  | トム・ボーネン               | ベルギー         | クイックステップ                     | 同            |
| 6  | ビェルン・ルクマンス         | ベルギー         | ヴァカンソレイル                     | +3分20秒      |
| 7  | フィリッポ・ポッツァート     | イタリア         | チーム・カチューシャ                 | +3分46秒      |
| 8  | ライフ・ホスト               | ベルギー         | オメガファーマ・ロット               | +5分16秒      |
| 9  | セバスティアン・イノー       | フランス         | アージェードゥーゼル・ラモンディアル | +6分27秒      |
| 10 | ヘイデン・ルールストン       | ニュージーランド | チーム・HTC - コロンビア             | +6分59秒      |